# Британський національний фронт
«Британський національний фронт» (укр. British National Front) — британська радикально-націоналістична політична партія, більш відома як «Національний фронт». Заснована в 1967 році, вона досягла піку своєї електоральної підтримки в середині 1970-х років, коли на короткий час стала четвертою найбільшою партією Англії за кількістю голосів.

## Історія
«Національний фронт» був заснований Артуром Кеннетом Честертоном, колишнім членом Британського союзу фашистів, шляхом злиття Ліги лоялістів імперії та Британської національної партії. Незабаром до нього приєднався Рух Великої Британії, лідер якого, Джон Тіндолл, став головою партії в 1972 році. Під керівництвом Тіндалла партія скористалася зростаючим занепокоєнням щодо міграції вихідців з Південної Азії до Британії, швидко збільшивши своє членство і частку голосів у міських районах східного Лондона і північної Англії. Її громадський авторитет підвищився завдяки вуличним маршам і мітингам, які часто призводили до жорстоких сутичок з антифашистськими протестувальниками, особливо під час заворушень на площі Червоного Лева в 1974 році і битви при Льюїшемі в 1977 році.
У 1982 році Тіндолл покинув Національний фронт, щоб сформувати нову Британську національну партію (БНП). Багато членів «Національного фронту» перейшли до БНП Тіндалла, що призвело до значного зниження електоральної підтримки партії. У 1980-х роках «Національний фронт» розколовся на дві частини: «Стяг Національного фронту» зберіг стару ідеологію, тоді як «Офіційний Національний фронт» зайняв позицію «третього позиціонізму», після чого розпався у 1990 році.
У 1995 році керівництво «Стягу Національного фронту» перетворило партію на «Національних демократів», хоча невелика група відколовшихся все ще зберігає за собою назву «Національний фронт».

## Ідеологія
Ідеологічно позиціонуючись на крайніх правих або ультраправих позиціях у британській політиці, «Національний фронт» характеризується політологами як фашистська або неофашистська партія. У різні часи в партії домінували різні фракції, кожна з яких мала власну ідеологію, включаючи неонацистів, штрейкбрехерів та расистів-популістів. Партія дотримується етнічних націоналістичних поглядів, згідно з якими громадянами Великої Британії можуть бути лише білі люди. Партія закликає до припинення міграції небілих до Великої Британії, а осілих небілих британців позбавляти громадянства і депортувати. Партія білих супрематистів пропагує біологічний расизм і теорію змови про геноцид білої раси, закликає до глобального расового сепаратизму і засуджує міжрасові стосунки та змішані шлюби. Вона підтримує антисемітські теорії змови, схвалює заперечення Голокосту і стверджує, що євреї домінують у світі через комунізм і фінансовий капіталізм. Партія пропагує економічний протекціонізм, жорсткий євроскептицизм і відхід від ліберальної демократії, а її соціальна політика спрямована проти фемінізму, прав ЛГБТ і суспільної вседозволеності.
Членами партії можуть бути лише білі, і в період свого розквіту більшість її прихильників були представниками білого британського робітничого класу та нижчого середнього класу на півночі Англії та у східному Лондоні. Протягом усієї своєї історії «Національний фронт» викликав гостру опозицію з боку лівих і антифашистських груп, а членам партії заборонено займатися певними професіями.